# ブロムバッハタール
ブロムバッハタール (ドイツ語: Brombachtal) はドイツ連邦共和国ヘッセン州オーデンヴァルト郡に属す町村（以下、本項では便宜上「町」と記述する）。

## 地理

### 位置
ブロムバッハタールは、オーデンヴァルト中央部、バート・ケーニヒの近郊に位置する。

### 隣接する市町村
ブロムバッハタールは、北と東はバート・ケーニヒ、南はミヒェルシュタット、西はライヒェルスハイム、ブレンスバッハと境を接する。

### 自治体の構成
この町は、5つの地区から成る。ビルカート、ベルシュタイン、ヘムバッハ、キルヒブロムバッハ（この地区に行政機関がある）、ランゲンブロムバッハである。

## 行政

### 議会
ブロムバッハタールの議会は19議席からなる。

### 首長
ヴィリ・クレーデルは、2004年7月11日の選挙で66.9%の票を獲得してブロムバッハの町長に当選した。

## 文化と見所

### 建築
キルヒブロムバッハ地区には15世紀半ばに建設されたプロテスタント教会がある。この教会には1518年頃に創られた聖アルバンの多翼祭壇がある。この教会は宗教改革まではマインツのザンクト・アルバン修道院に属した。

## 経済と社会資本

### 交通
この町は、連邦道B45号線（ハーナウ - エーバーバッハ）とB47号線（ヴァルデュルン - ヴォルムス）で交通網に接続している。

## 引用
1. ↑  Hessisches Statistisches Landesamt: Bevölkerung in Hessen am 31.12.2023 (Landkreise, kreisfreie Städte und Gemeinden, Einwohnerzahlen auf Grundlage des Zensus 2011)]